# سامسونج بي هولد II (موبايل)
سامسونج بي هولد II (بالإنجليزية: Samsung Behold II)‏ هو هاتف ذكي من سامسونج يعمل بنظام أندرويد، تم طرحه في الأسواق في 2009.

## الخصائص
- نظام التشغيل: أندرويد
- الكاميرا الخلفية: 5 ميجابكسل
- الشاشة: شاشة لمس
- الذاكرة: 16 جيجابايت